# Onosmodium unicum
Onosmodium unicum là loài thực vật có hoa trong họ Mồ hôi. Loài này được J.F. Macbr. mô tả khoa học đầu tiên năm 1917.